# Manuel Botafogo
Manuel Severino da Silva (Carpina, 7 de setembro de 1949) também conhecido como Manuel Botafogo, é um político brasileiro.

## Eleições
Concorreu pela primeira vez uma eleição em 1996, se elegendo Prefeito de Lagoa do Carro pelo PDT, 4 anos depois quando já estava no PSDB, foi reeleito para o mesmo cargo ficando até 2004.
Em 2004, se afastou do mandato para concorrer as eleições daquele ano, só que desta vez na cidade de Carpina, onde obteve uma vitória expressiva, derrotando a então Deputada Estadual Carla Lapa (PSB). Em 2008 foi reeleito Prefeito de Carpina.
Nas eleições de 2014 foi candidato a Deputado Estadual por Pernambuco pelo PDT, obteve 33.890, porém devido as regras do cociente eleitoral, ficou como primeiro suplente da coligação. Em Abril de 2015, após a morte do deputado Manoel Santos (PT), Botafogo foi efetivado como Deputado Estadual.
Em 2016 candidata-se novamente a Prefeito de Carpina, e é eleito para o terceiro mandato que teve início em janeiro de 2017.